# アラセイトウ属
アラセイトウ属（アラセイトウぞく、学名 Matthiola） は、アブラナ科の属の1つ。マッティオラ属ともいう。
この属名は、シエーナの医師で博物学者だったピエトロ・アンドレア・マッティオリ (Pietro Andrea Mattioli) に献名された。
この属には48種が含まれる。木本または草本。マデイラ諸島とカナリア諸島、南ヨーロッパ、北アフリカ、西アジアに自生する。本属の植物を総称してストック（stock）と呼ぶこともある。日本には江戸時代初期に渡来し、大正時代末期に千葉県安房地域で日本最初の切り花生産が開始された。なお、バージニアストック (Virginia stock, Malcolmia maritima) は、アラセイトウ属ではなく、同じアブラナ科のマルコルミア属である。

## 栽培種
次の2種が栽培化されている。
- アラセイトウ（紫羅欄花）Matthiola incana 英名 ガーデンストック (garden stock)
- ヨルザキアラセイトウ Matthiola longipetala (= Matthiola bicornis) 英名 ナイトセンテッドストック (night-scented stock)

### アラセイトウ
単にストックというと、ほとんどはこの種のことである。
南ヨーロッパ原産で原産地では多年草であるが、日本では秋蒔き一年草として扱う。開花期は早春～春。花壇に植える他、切り花にされることが多い。西洋では古くから香りの強い植物（バラ、スミレ、ユリなど）が好まれてきたが、ガーデンスストックも同様によい香りを持っている。
花は、一重咲きから八重咲きまである。さらに、枝分かれせずに咲くタイプと、スプレー咲きと言われる枝分かれした咲き方のものまで、バリエーションが豊富になっている。発芽適温は20℃前後で、8月中に種をまくと、秋に開花する。直根性のため、種まきはポット苗に直接数粒まいて、良い芽を残して育てる方法が、芽の移植の手間が省ける。
日本では主に切花として栽培されているものと花壇に植えるものとに分かれている。切花の場合は、八重咲きの花が好まれる傾向にある。しかし、ガーデンスストックの八重花は雄ずいも雌ずいも花弁となってしまっているために種が採れない。そのため、八重と一重の遺伝子を両方持つ株から採種して、選抜する必要があり、幼苗時に鑑別を行う必要がある。（通常は50%前後の確率で八重が出現するが、品種によっては90%近い発生率をもつものもある）鑑別方法は幼苗の生育の違いが八重と一重で異なることを利用して行うが、違いがはっきりしておらず、熟練を要する。
観賞用のほか食用品種（食用ストック）もある。

### ヨルザキアラセイトウ
夜になると香りを放つため「ナイトセンテッドストック」と呼ばれる。
一年草。イギリスでは、3月～5月に種をまき、5月～9月に花を咲かせる。

## 文化
ローマ神話に、ストックのエピソードがある。昔、ある美しい姉妹が、心の優しい兄弟と知り合い、二組の恋人になった。ところが、姉妹に横恋慕した悪人たちが、兄弟を殺してしまう。姉妹は悲しみに耐えきれず、後を追って自殺した。プリヤップの神が二人をいとおしみ、娘たちの魂を黄色いストックの花に宿らせたという。
イギリスではプロポーズする際の花束や結婚式のブーケとして定番になっている。